# Iglesia de Creta
La Iglesia de Creta (en griego: Εκκλησία της Κρήτης) es una Iglesia ortodoxa cuya jurisdicción comprende el archipiélago de Creta en Grecia. La Iglesia de Creta es una arquidiócesis semiautónoma dependiente del Iglesia ortodoxa de Constantinopla. Desde el 11 de enero de 2022 el arzobispo de Creta y exarca de Europa es Eugenio II.
La Iglesia de Creta ha estado autogobernada desde 1900. El 25 de septiembre de 1962 el patriarcado elevó a todos los obispados de Creta al rango de metropolitanatos, y en 1967 el metropolitano de Creta fue promovido a arzobispo. El patriarcado nomina al arzobispo de Creta eligiéndolo de una lista en terna preparada por el Ministerio de Educación Nacional y Asuntos Religiosos de Grecia, pero los asuntos internos de la Iglesia, incluyendo la nominación de otros obispos, son manejados por el Santo Sínodo Provincial de Creta.

## Metropolitanatos

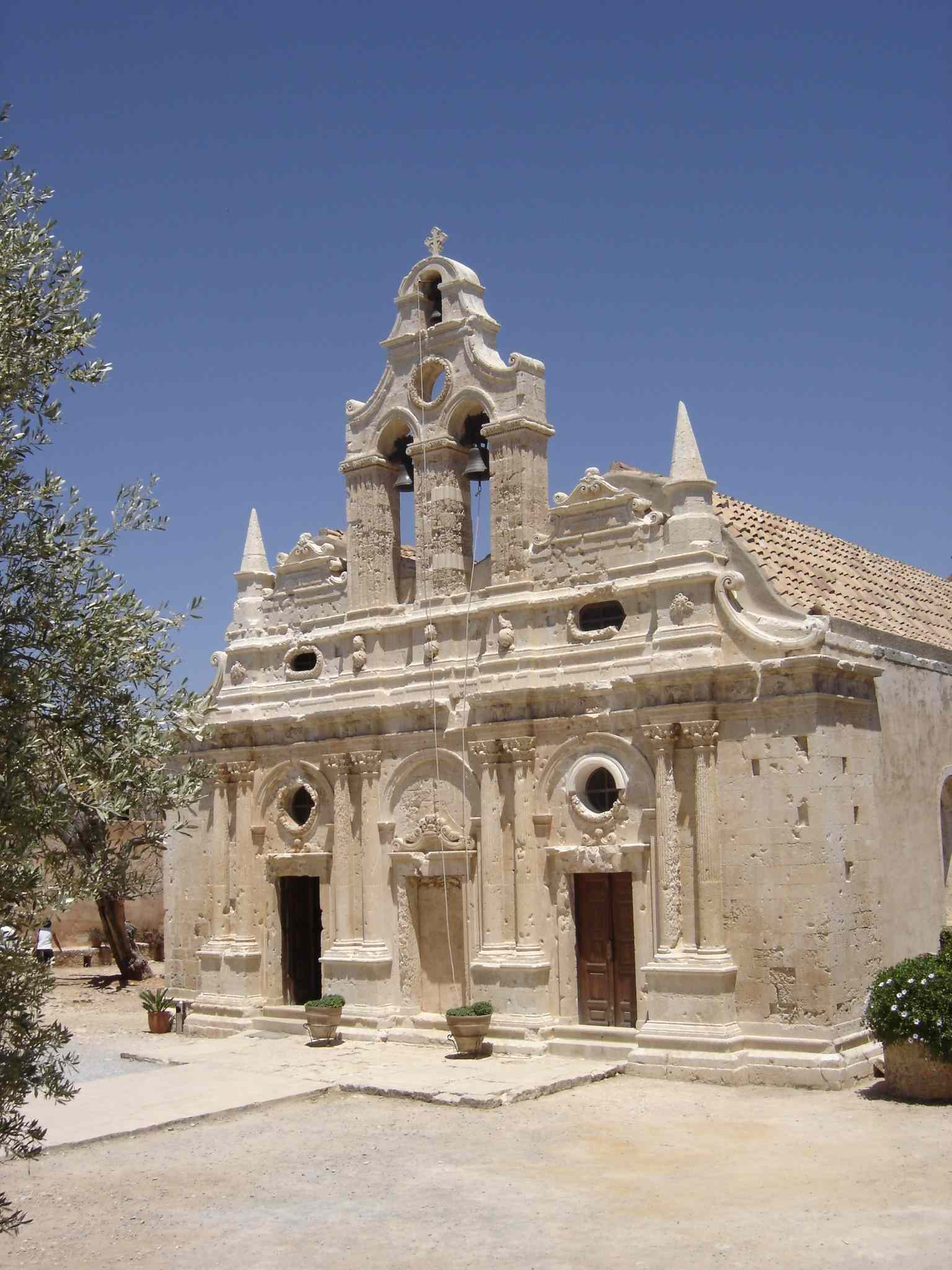
Fachada de la iglesia dentro del recinto del monasterio de Arkadi.

La Iglesia de Creta está comprendida por una arquidiócesis y metropolitanatos:
- Arquidiócesis de Creta (Αρχιεπισκοπή Κρήτης), basada en Heraclión. Incluye la isla de Día y comprende la parte norte de la unidad periférica de Heraclión.
- Metropolitanato de Gortina y Arkadi (Μητρόπολη Γορτύνης και Αρκαδίας), basada en Moires (el metropolitano es también exarca de Creta Central). Se llamó diócesis de Arkadi (o Arcadia) hasta el 16 de marzo de 1961. Comprende la parte sudoeste de la unidad periférica de Heraclión.
- Metropolitanato de Rétino y Avlopotamos (Μητρόπολη Ρεθύμνης και Αυλοποτάμου), basada en Rétino (el metropolitano es también exarca de Creta Superior y del mar de Creta). Comprende la parte norte de la unidad periférica de Rétino.
- Metropolitanato de Cidonia y Apokóronas (Μητρόπολη Κυδωνίας και Αποκορώνου), basada en La Canea (el metropolitano es también exarca de los mares de Creta y Mirtos). Comprende la parte centro y este de la unidad periférica de La Canea.
- Metropolitanato de Lampi, Syvritos y Sfakiá, basada en Spili (el metropolitano es también exarca del Sur de Creta). Se llamó diócesis de Lampi y Syvritos hasta el 4 de diciembre de 2000. Su territorio comprende la mitad sur de la unidad periférica de Rétino y una parte del sureste de la de La Canea.
- Metropolitanato de Hierapidna y Sitía (Μητρόπολη Ιεραπύτνης και Σητείας), basada en Yerápetra (el metropolitano es también exarca de Creta Oriental). Se llamó diócesis de Yerá y Sitía o Yerasitía hasta el 16 de marzo de 1961. Comprende la parte sur de la unidad periférica de Lasithi.
- Metropolitanato de Petra y Quersoneso (Μητρόπολη Πέτρας και Χερρονήσου), basada en Neapoli (el metropolitano es también exarca del mar Kárpatos). Se llamó diócesis de Petra hasta el 4 de diciembre de 2000. Comprende la parte norte de la unidad periférica de Lasithi.
- Metropolitanato de Kísamos y Selino (Μητρόπολη Κισάμου και Σελίνου), basada en Kastelli Kísamos, (el metropolitano es también exarca de Creta Occidental). Comprende la parte oeste de la unidad periférica de La Canea e incluye la isla de Gavdos.
- Metropolitanato de Arkalojori, Kasteli y Viannos (Μητρόπολη Αρκαλοχωρίου, Καστελλίου και Βιάννου), basada en Arkalojori (el metropolitano es también exarca de Pediada). Comprende la parte sureste de la unidad periférica de Heraclión.

## Historia

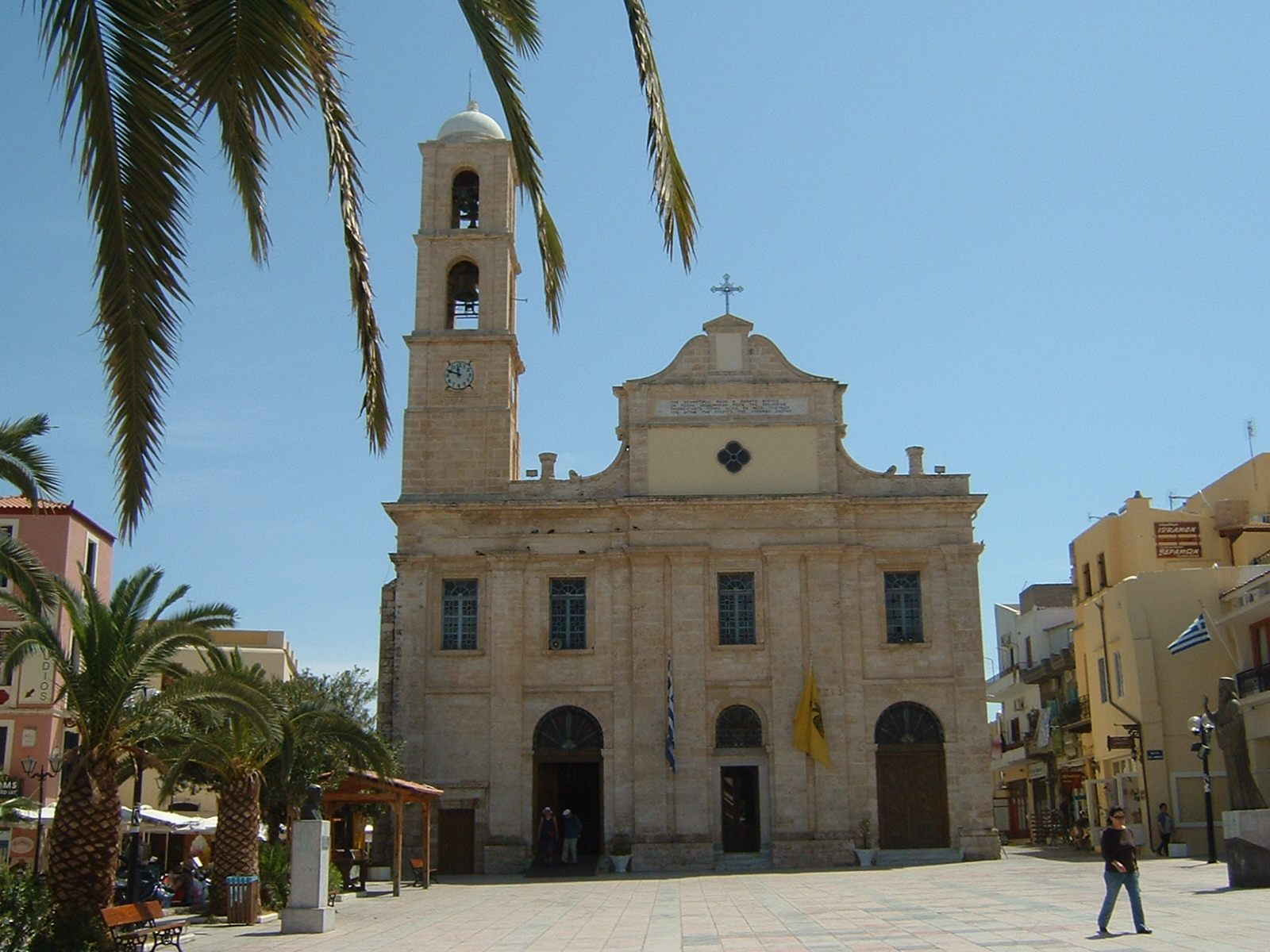
Catedral de la Presentación de la Virgen María en La Canea.

### Tiempos apostólicos
El apóstol Pablo de Tarso visitó Creta hacia el año 64 durante su tercer viaje misionero estableciendo un grupo cristiano en la isla y dejando a Tito como su primer obispo. Pablo le dirigió la Epístola a Tito. Según la tradición, murió siendo obispo de Gortina, en donde se conservan las ruinas de una basílica dedicada a él. En Heraclión hay una iglesia bajo su advocación en la que se conservan sus reliquias desde 1966 (anteriormente estuvieron en Venecia, donde se trasladaron durante el dominio turco de la isla de Creta). 

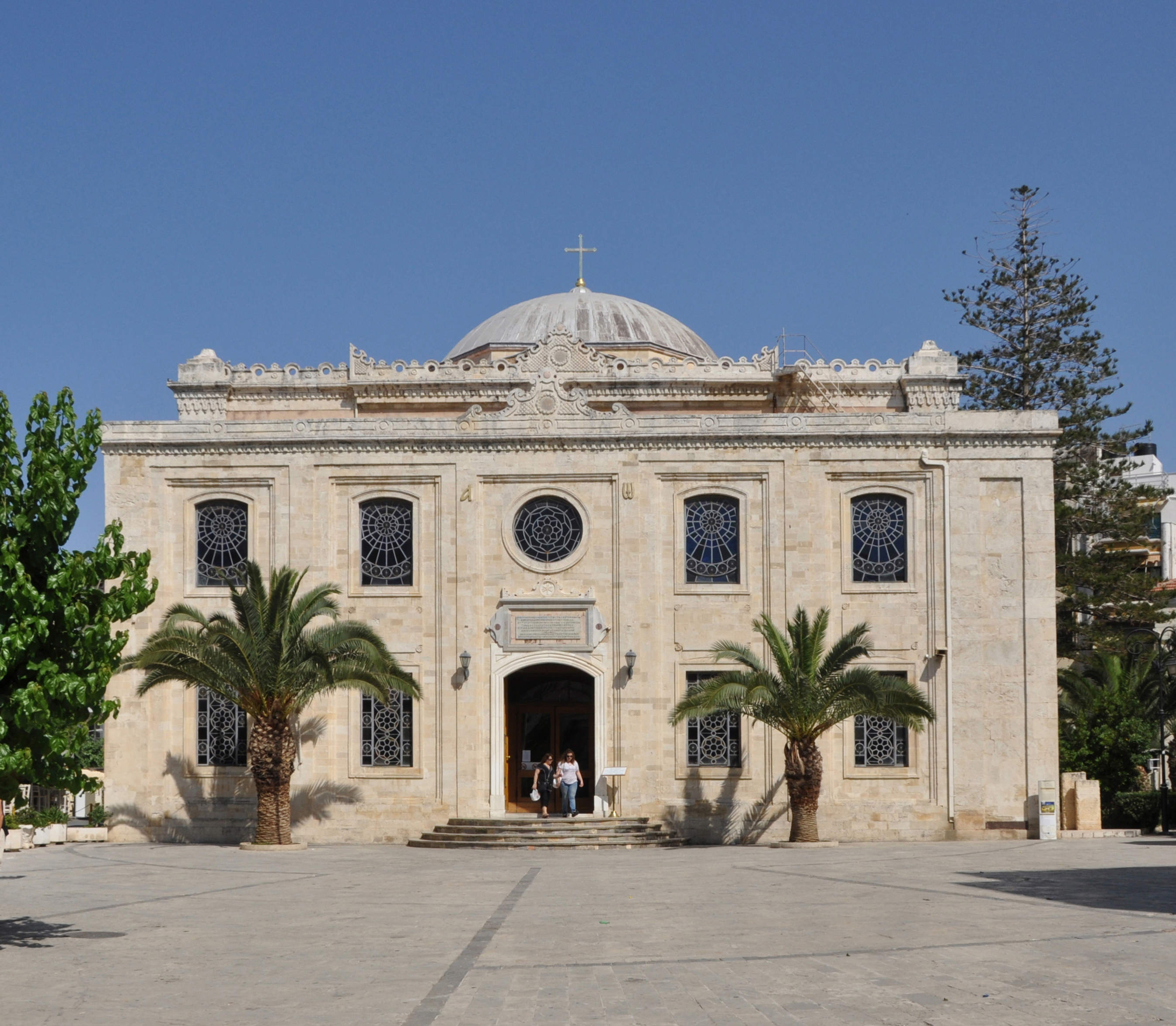
Iglesia de San Tito en Heraclión, donde se conservan sus reliquias.

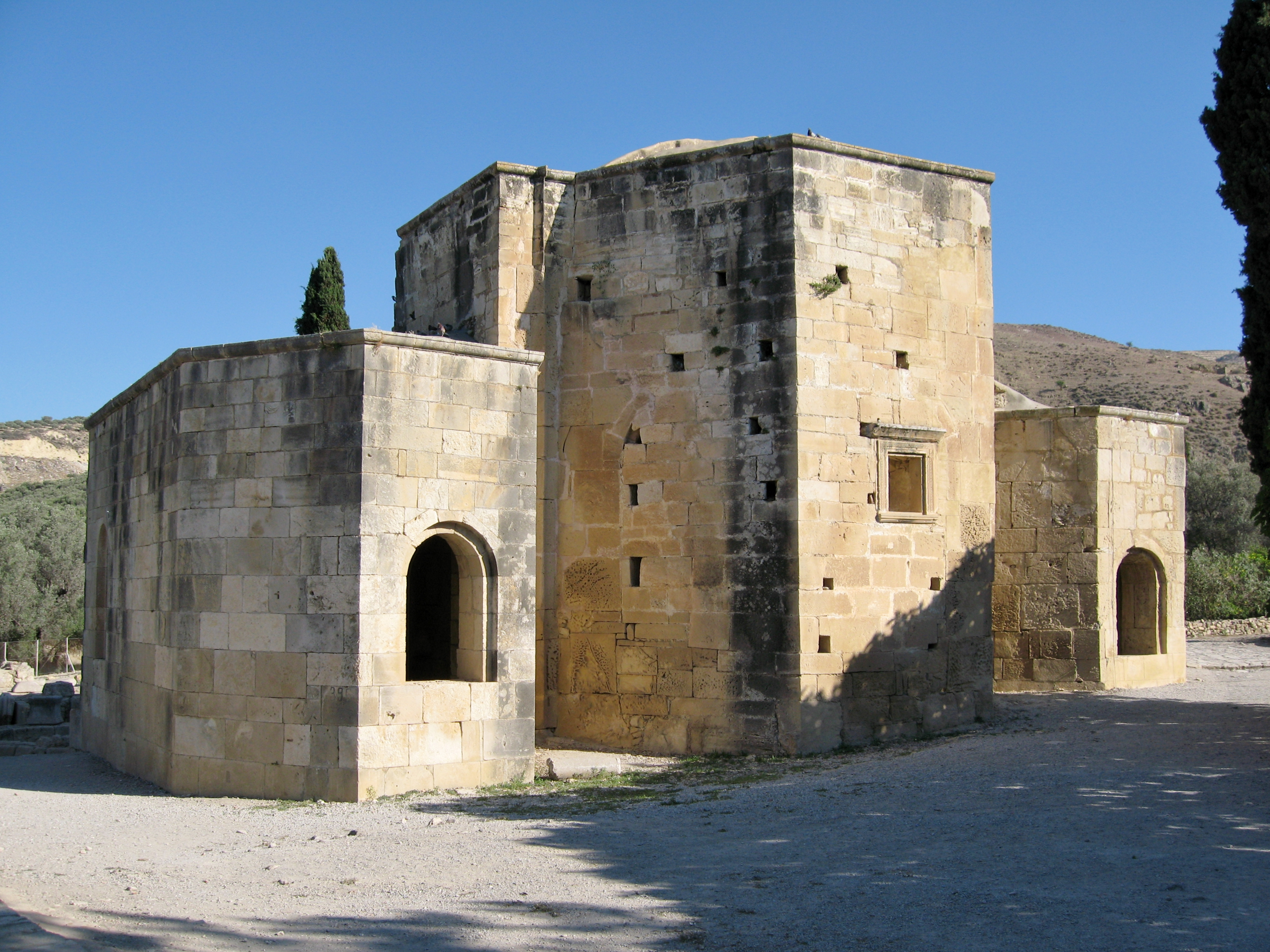
Basílica de San Tito en Gortina.

### Antes del Cisma de Oriente
De la persecución del emperador romano Decio contra los cristianos (249-251) la Iglesia recuerda a los diez mártires de Creta.
El metropolitanato de Gortina, capital de la provincia romana de Creta, fue reconocido como tal en el Concilio de Nicea I en 325, teniendo 9 diócesis sufragáneas en el siglo III. Dependió del arzobispo primado de Tesalónica y en 535 pasó a ser una de las 12 arquidiócesis de Illyria bajo la jurisdicción del patriarcado de Occidente, el papa de Roma. En el siglo V anexó el territorio de la diócesis de Apollonias.
Los obispos de Creta que participaron en Concilio de Nicea II (787) fueron: Elías (arzobispo de Gortina), Epifanios de Lampi, Teodoro de Heraclión, Anastasio de Cnosos, Melitón de Cidonia, León de Kísamos, Teodoro de Syvritos, León de Phiniki (o Phoeinix), Juan de Arkadi (o Arcadia), Epifanio de Eleftherna, Foteinos de Kantanos (o Kandanos), Sissinios de Cherronisos (o Herronisos).
Por decisión del emperador iconoclasta León III en 733 Creta como parte de Ilírico Oriental pasó como metropolitanato a la jurisdicción del patriarca de Constantinopla, cayendo bajo ocupación árabe musulmana en 826. Los árabes suprimieron el metropolitanato de Gortina y los 11 obispados sufragáneos entonces existentes (Lampi; Heraclión; Cnosos; Cidonia; Kísamos; Syvritos; Arkadi; Eleftherna; Kantanos; Herronisos; Hierapytna). El patriarca continuó nombrando metropolitanos titulares exiliados.
Creta fue recuperada por los bizantinos en 961, quienes restablecieron el metropolitanato de Gortina y sus 11 sedes sufragáneas (Hierapytna pasó a llamarse Yerá Petra; en el siglo XII Cidonia pasó a ser Agia y Lampi se llamó Kalamon; Eleftherna pasó a llamarse Avlopotamos), aunque poco después la sede metropolitana fue trasladada a Heraclión (Chandax o Candia), ciudad que fuera capital de la isla bajo dominio árabe, debido a que Gortina había sido completamente arruinada al ser ocupada por los árabes. Desde ese momento prevaleció el título de metropolitanato de Creta, construyéndose la catedral de San Tito (santo patrono de la isla) en Chandax.

### Iglesia latina
La Iglesia de Creta pasó a ser parte de la Iglesia ortodoxa luego de que el patriarca de Constantinopla y los legados del papa de Roma se excomulgaran mutuamente en el cisma de Oriente el 16 y el 17 de julio de 1054.
En 1206 Creta fue ocupada por la República de Génova y en 1211 por la República de Venecia. En 1213 los venecianos convirtieron las diócesis ortodoxas de Creta en diócesis católicas latinas dependientes del papa, erigiéndose la arquidiócesis metropolitana de Creta, por lo que el metropolitano debió refugiarse en Nicea. El patriarca de Constantinopla siguió designando metropolitanos para Creta durante el período de ocupación veneciana, pero siempre permanecieron fuera de la isla y con el título de presidentes de Creta.
El 7 de febrero de 1302 el papa unió el patriarcado latino de Constantinopla a la arquidiócesis de Candia y el 31 de marzo de 1302 fue elegido patriarca y arzobispo de Creta Leonardo Falier. El 31 de julio de 1308 fue elegido patriarca y arzobispo de Creta Nicolás de Tebaida. El 8 de febrero de 1314 el papa Clemente V separó el patriarcado de la arquidiócesis de Creta.
Los venecianos permitieron hacia 1320 por poco tiempo que la diócesis de Agrion fuera ocupada por un obispo ortodoxo con el nombre de diócesis de Kalliergipolis. A partir de 1645 los turcos otomanos fueron desplazando a los venecianos de Creta, finalizando con la ocupación de Candia en 1669.

### Iglesia ortodoxa
A partir de 1646 los otomanos tomaron el control de la mayor parte de la isla y expulsaron a los obispos latinos restableciendo 11 diócesis ortodoxas (Gortina; Cnosos; Arcadia; Herronisos; Avlopotamos; Agrion, incluyendo el territorio que era de Lampi, luego llamada Rétimo; Lampi ex Kalamon, en el territorio de la ex Syvritos; Cidonia ex Agia; Yerá ex Yerá Petra; Sitía; Kísamos). Como metropolitanato de Creta fue designado en 1647 un monje del monasterio de Arkadi, Neophytos Patellaros. Hacia 1700 el metropolitano comenzó a usar el título de Creta y toda Europa.
El 24 de junio de 1821, durante la guerra de independencia de Grecia, las autoridades otomanas ejecutaron al metropolitano de Creta Gerasimos Pardalis, a cuatro obispos diocesanos: Neofitos de Cnosos, Joaquín de Herronissos, Ioroteo de Lampi, Zacarías de Sitía; y a Kallinikos, obispo titular de Diopolis y auxiliar del metropolitano. En 1823 el patriarcado de Constantinopla volvió a restaurar la jerarquía ortodoxa en Creta designando un metropolitano, y adjuntándole la diócesis de Cnosos.
Debido a la islamización de Creta y reducción de la población ortodoxa, el 24 de noviembre de 1831 los obispados sufragáneos de Creta fueron reducidos a 7, produciéndose los siguientes cambios:
- fue abolida formalmente la diócesis de Cnosos y su territorio anexado al metropolitanato de Creta, al que estaba adjunta desde 1823.
- fueron unidas las diócesis de Yerá y de Sitía formando la diócesis de Yerasitía o de Yerá y Sitía.
- fueron unidas las diócesis de Kísamos y de Cidonia formando la diócesis de Cidonia y Kísamos.
- el territorio de Sfakiá (correspondiente a la diócesis de Phiniki que existió en el siglo VIII) fue anexado a la diócesis de Lampi.
- fue abolida la diócesis de Herronisos y anexada al metropolitanato de Creta.

En 1838 se formó la diócesis de Rétimo y Avlopotamos al unir a ambas. El 17 de enero de 1843 fue restablecida la diócesis de Herronisos, pero en agosto de 1900 fue nuevamente anexada al metropolitanato de Creta.
El 12 de julio de 1845 fue abolida la diócesis de Lampi, anexando su territorio al metropolitanato de Creta, pero fue restaurada el 22 de mayo de 1863. La diócesis de Cidonia y Kísamos fue dividida en febrero de 1860 creándose la diócesis de Cidonia y Apokóronas (Apokoronon) y la diócesis de Kísamos y Selino (Selinon). Otros cambios ocurrieron cuando en agosto de 1900 fue suprimida la diócesis de Herronisos y su territorio también integrado al metropolitanato, y el sector norte de Gortina del metropolitanato fue anexado a la diócesis de Arkadi el 20 de diciembre de 1900, a la vez que esta última cedió el área de Viannos a la diócesis de Petra. En esta fecha la diócesis de Lampi fue renombrada a Lampi y Sfakiá, nombre que informalmente usaba desde 1831.
El 18 de abril de 1895 fue consagrada la nueva catedral metropolitana de Creta, la de San Menas (Agios Minas) en Heraclión, dedicada a Menas de Alejandría.

### Semiautonomía
Luego de una insurrección griega el sultán otomano concedió el autogobierno a Creta el 9 de diciembre de 1898. El gobierno autónomo acordó con el patriarcado de Constantinopla el 14 de octubre de 1900 el estatus de semiautonomía para la Iglesia de Creta, que fue legalizado por ley constitucional del Estado de Creta n.º 276/1900. Se estableció que el metropolitano de Creta fuera elegido por el patriarcado de una lista de tres candidatos suministrada por el gobierno de Creta. La isla fue anexada a Grecia el 1 de diciembre de 1913. El estatus de semiautonomía fue reconocido por el estado griego mediante la ley n.º 4149/1961 en 1961.
En 1932 fue creada la diócesis de Neapolis al unir la diócesis de Petra con la diócesis de Yerá y Sitía, pero el 24 de octubre de 1935 fue restaurado el estado previo. Lo mismo ocurrió en las mismas fechas con la diócesis de Lampi y Sfakiá, anexada a la diócesis de Rétino (Rethymnon) y Avlopotamos que pasó a llamarse diócesis de Rétimo, y luego restablecida.
El 25 de septiembre de 1962 los obispados pasaron a ser metropolitanatos y el 28 de febrero de 1967 el metropolitanato de Creta fue elevado al rango de arquidiócesis por el Santo Sínodo de Constantinopla.
Nuevos cambios territoriales ocurrieron el 20 de enero de 2001 cuando áreas del arzobispado de Creta pasaron a formar el nuevo metropolitanato de Arkalojori, Kastelli y Viannos (o Arkalochorion, Kastelion y Viannos), y otros sectores se le agregaron el 15 de marzo de 2001 al ser cedidos por los metropolitanatos de Gortina y de Petra (área de Viannos). Este último recibió en esa fecha de la arquidiócesis el área oriental de la antigua diócesis de Herronisos.